# Biobessa beatrix
Biobessa beatrix là một loài bọ cánh cứng trong họ Cerambycidae.